# Краткая хроника Австрии
Краткая хроника Австрии (лат. Breve Chronicon Austriacum) — составленная неизвестным автором около 1280 года хроника, описывающая историю Австрии в период 1018—1278/1279 годов.